# Крочевский, Владислав Адольфович
Владислав Адольфович Крочевский (26 октября 1912—1998) — инженер-технолог, специалист алюминиевой промышленности, лауреат Ленинской премии 1957 года.

## Биография
Сын горного инженера. В 1934 г. окончил Уральский индустриальный институт (Свердловск).
Участник Советско-японской войны (1945), старший лейтенант-инженер.
С 1949 по 1954 год — начальник ПТО ВАЗа (Волховского алюминиевого завода). С 1954 года — главный инженер проекта ВАМИ, зам. главного инженера проекта «Гипроалюминий» Министерства цветной металлургии СССР.
Ленинская премия 1957 года — за разработку и промышленное освоение метода комплексной переработки нефелинового сырья на глинозём, содопродукты и цемент.
Умер в 1998 году, урна с прахом захоронена в колумбарии Санкт-Петербургского крематория.